# Philosophie allemande
La philosophie allemande regroupe les philosophes et courants philosophiques de l'aire germanophone et/ou de langue allemande.
L'histoire de la philosophie de langue allemande débute avec la mystique rhénane au Moyen Âge, au XIIIe siècle et se poursuit aux siècles suivants, avec les œuvres de Maître Eckhart, Henri Suso, Jean Tauler. Leurs continuateurs modernes sont Nicolas de Cues, Jakob Böhme, Angelus Silesius. Tous ces auteurs écrivent tant en allemand médiéval qu'en latin, la langue savante de l'époque.
Au XVIIIe siècle, la philosophie allemande connaît un essor important au temps des Lumières correspondant à l'Aufklärung en Allemagne, représentée par Leibniz, Kant, Mendelssohn, Lessing. Le texte de Kant Qu'est-ce que les Lumières ? (Was ist Aufklärung?, 1784) en constitue l'un des manifestes.
Au XIXe siècle et à la charnière avec le début du XXe siècle se constituent des courants importants, en continuité ou en réaction aux Lumières, celui de l'idéalisme allemand avec les philosophes postkantiens Fichte, Hegel, Schelling, la Naturphilosophie, le romantisme, les philosophies de Schopenhauer et de Nietzsche, la fondation de  la psychanalyse par Freud et la philosophie révolutionnaire de Karl Marx, qui sera reprise par l'École de Francfort au siècle suivant.
Des philosophes allemands et autrichiens de renom comme Brentano, Frege, Husserl, Heidegger, Wittgenstein, Carnap, ont contribué à façonner l'histoire intellectuelle de l'Occident mais aussi du Japon au XXe siècle et ont été à l’origine de mouvements aussi importants que la phénoménologie et la philosophie analytique.

## Avant les Lumières

### Début du XVIIe siècle, la persistance de l'aristotélisme
À de rares exceptions, la philosophie allemande du XVIIe siècle reste marquée par l'érudition académique et l'éclectisme, reprenant l'héritage de l'humanisme et de la scolastique. Dominée en grande partie par l'aristotélisme, elle se trouve cependant stimulée par les rivalités entre les écoles, les princes et les confessions religieuses.
Parmi les philosophes calvinistes, Rudolf Goclenius l'Ancien connaît un succès notable avec ses écrits logiques, entérine l'emploi du mot psychologie comme nom de discipline pour l'étude de l'esprit et rétablit l'étude de la métaphysique, bannie des disciplines scolaires par Melanchthon et Ramus. Dans son ouvrage Metaphysica systema methodicum, paru en 1604, Clemens Timpler en apporte une compréhension originale en élargissant son objet à la totalité de ce qui est intelligible sans recourir à la notion de matière, mais se trouve supplanté par des approches plus conservatrices. Symptomatique de cette tendance à concevoir la systématisation philosophique comme un résumé articulé de savoirs préexistants, Keckermann exerce une influence significative sur ses contemporains en classant et éclaircissant des doctrines d'Aristote, entre autres. J.H. Alsted élabore lui une théorie générale de la science et de la méthode, cherchant à articuler et diviser la totalité des connaissances, selon une démarche encyclopédique. La pensée réformée perd de son rayonnement après la guerre de Trente Ans, en grande partie sous la percée du cartésianisme.
Imprégnée d'aristotélisme classique, la métaphysique luthérienne commence à prendre son autonomie par l’œuvre de Cornelius Martini, professeur à Helmstedt, réintroduisant la métaphysique dans l'enseignement universitaire à l'image de Goclenius l'ancien. Les luthériens s'interrogent sur les délimitations de la discipline et la place de la théologie naturelle à l'intérieur de celle-ci, Jakob Thomasius affirmant par exemple dans son Erotemata metaphysica de 1672 que les deux se recoupent.
À Altdorf, une école fondée par Philipp Scherbe s'efforce de retrouver l'authenticité de la pensée aristotélicienne par-delà les interpolations des scholastiques et des ramistes. Christian Dreier, en n'accordant du crédit qu'aux textes grecs, adopte ainsi une position radicale pour l'époque.
Avec l'influence de l’averroïsme et du galénisme, les philosophes chrétiens et mosaïques accordent une importance croissante à l'observation de la nature au détriment de la démarche aristotélicienne. L'atomisme perce ainsi avec les ouvrages de Daniel Sennert, défendant les innovations en médecine et en physique, et la théorie corpusculaire de Joachim Jungius, hostile au rôle prépondérant de la métaphysique dans les sciences d'alors. Cependant, la pensée d'Aristote domine dans les universités durant tout le siècle, à l'encontre par exemple de la diffusion du cartésianisme. Erhard Weigel, maître de Leibniz, tente une approche mathématisée de l'éthique, celle-ci étant largement liée la théologie.
Émile Bréhier considère qu'avec Jacob Boehme, dont il est difficile de « faire abstraction pour comprendre Leibniz », on se trouve plongé « dans un univers de pensée bien différent de celui de Descartes et de Malebranche ».

### Frühaufklärung
La philosophie allemande prend son essor avec la Frühaufklärung (terme allemand signifiant « aube des Lumières », ou plus littéralement traduit: « Aufklärung précoce »), allant de 1680 à 1730, dans lequel on trouve notamment Gottfried Wilhelm Leibniz, Christian Thomasius, ou Christian Wolff.
Leibniz, né à Leipzig et mort à Hanovre, est classé comme philosophe allemand, bien que l'essentiel de son œuvre soit écrit en latin. Le premier philosophe à faire ses discours et à écrire ses textes en allemand est Christian Thomasius, à partir de 1687. Par la suite cependant, Christian Wolff et son disciple Alexander Gottlieb Baumgarten continuent à écrire en latin ; c'est seulement avec Emmanuel Kant que l'allemand s'imposera définitivement comme langue philosophique.

#### Christian Wolff
Christian Wolff commence à enseigner au début du XVIIIe siècle. Il s'inscrit dans la filiation cartésienne, et entre en contact avec Leibniz, qui lui fait obtenir une chaire à l'Université de la Halle en 1706. Sa philosophie est très proche de celle de Leibniz et consiste en un rationalisme systématique. Son système a cependant des aspects originaux, puisqu'il accorde une importance décisive à la philosophie pratique, cherchant à fonder théoriquement les Droits de l'homme. De plus, il s'en prend à l'harmonie préétablie pensée par Leibniz, pour aller vers une autonomisation de la raison humaine. Christian Wolff a eu une grande influence sur l'enseignement philosophique du XVIIIe siècle ; c'est lui qui est la grande référence philosophique lorsque Emmanuel Kant entre dans cette matière.
Les disciples de Wolff, comme Martin Knutzen ou Alexander Gottlieb Baumgarten, cherchent d'abord à parachever le système de Wolff. Cependant, l'influence de Wolff s'essouffle petit à petit : s'y opposent d'abord des philosophes proches du piétisme, réunis dans L'Ecole de Leipzig fondée par Andreas Rüdiger, et où s'illustre Christian August Crusius. Ils réfutent le rationalisme de Wolff, en refusant l'importance primordiale donnée à l'a priori dans la connaissance, et en affirmant l'existence d'une liberté de la volonté indépendante de la raison. Mais ce sont surtout les œuvres de John Locke et de David Hume, maîtres de l'empirisme anglais, qui sapent les bases du système rationaliste.

## Aufklärung(Lumières)

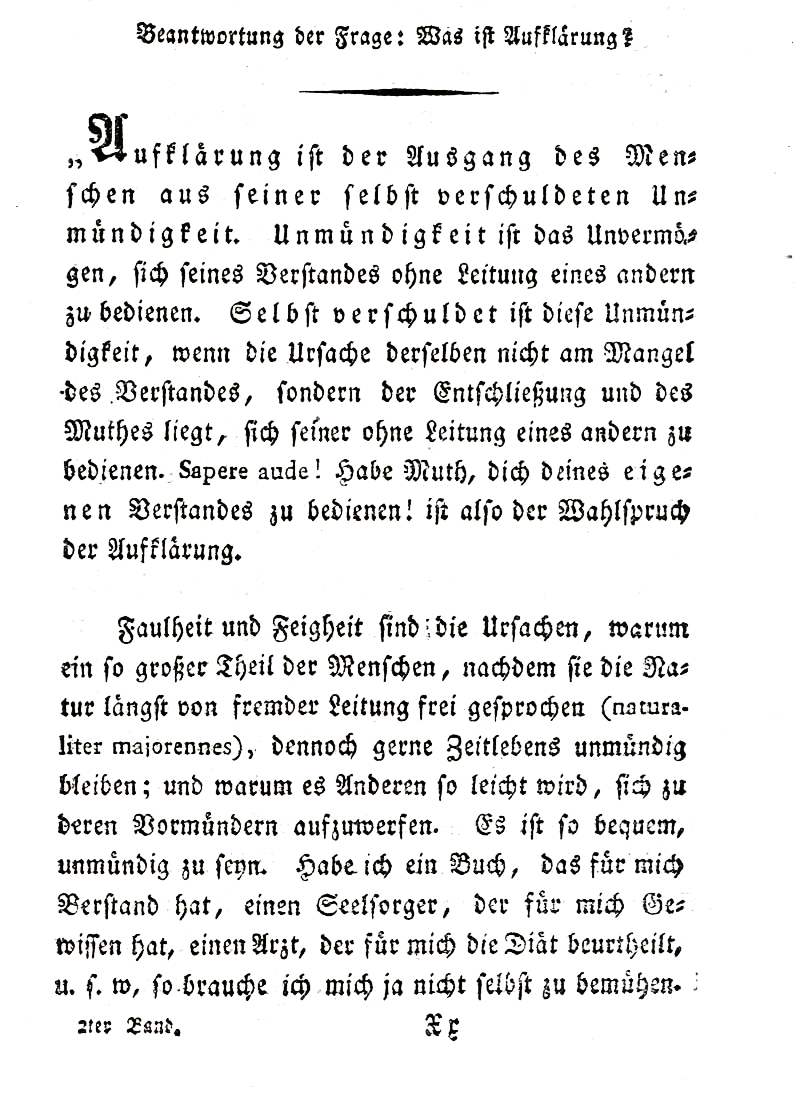
Emmanuel Kant, Qu'est-ce que les Lumières ?, 1784

En reprenant une observation de Ludwig Feuerbach dans l'un de ses premiers ouvrages, Yvon Belaval relève que « partie, ou plutôt, chassée d'Italie, la philosophie était passée en Angleterre, puis en France et en Hollande où régnait la plus grande liberté de pensée » — pays où « elle était devenue autonome », tandis qu'« en Allemagne, elle était demeurée liée au besoin religieux ». Il confirme cette observation, en évoquant les écrits de Heinrich Heine sur l'Histoire de la religion et de la philosophie en Allemagne (1834), et il ajoute qu'« à la “philosophie à l'intérieur des limites de la religion” de Jacob Boehm, Kant répondra par la Religion à l'intérieur des limites de la simple raison (1793) ».
« Sans la moindre contestation possible, le plus grand philosophe du XVIIIe siècle va être Immanuel Kant », écrit plus loin Belaval.
Plusieurs philosophes allemands prennent part aux Lumières et sont réunis à partir de 1770 sous le terme d’Aufklärung, dont l’un des textes emblématiques est Qu’est-ce que les Lumières? de Kant.

## L'idéalisme allemand
À la suite des ouvrages métaphysiques de Kant se développe l’idéalisme allemand proprement dit, dans lequel on compte Johann Gottlieb Fichte (1762-1814), Georg Wilhelm Friedrich Hegel (1770-1831) et Friedrich Wilhelm Joseph von Schelling (1775-1854). Arthur Schopenhauer, bien que non classé dans ce mouvement, se revendique également de l’héritage critique de Kant.
Dans une brève rétrospective sur les origines de l'idéalisme allemand contenue dans une section intitulée « Transition à l'Allemagne » de ses Leçons sur l'histoire de la philosophie, Hegel affirme que « Hume et Rousseau sont les deux points de départ de la philosophie allemande », rapporte Norbert Waszek dans le Dictionnaire du monde germanique.

### Emmanuel Kant
Emmanuel Kant arrive au moment où l'édifice rationaliste de Christian Wolff s'essouffle sous les attaques de l'empirisme. Il s'agit pour Kant de prendre en compte les réfutations de David Hume contre le rationalisme et ce que Kant appelle « métaphysique dogmatique », tout en refondant un système « critique » qui se fonde sur les a priori de la connaissance. Il s'agit également de rendre compte de la systématisation scientifique opérée par Isaac Newton, qui pour Kant ruine à la fois le système de Leibniz et le scepticisme de Hume.
En termes de philosophie morale, Kant s'inspire des écrits de Jean-Jacques Rousseau, où il trouve l'idée que la conscience morale est un absolu et que la moralité a sa demeure dans la pureté de l'intention.

### Johann Gottlieb Fichte
Fichte est un disciple de Kant, qui cherche à poursuivre son œuvre systématique. Il se doit donc, comme Kant, de conjuguer une philosophie première (métaphysique critique, épistémologie et ontologie) et une philosophie pratique. Cette dernière n'est pour lui pas seulement morale, mais aussi largement politique. Kant comme Fichte s'enthousiasment pour la Révolution Française ; Fichte proposera plusieurs essais politiques, plus développés que les opuscules de Kant.

## Du XIXe au XXe siècle

### Critiques de l'idéalisme
Au cours du XIXe siècle, la pensée de Karl Marx opère une critique de l’idéalisme, tout en poursuivant les thèses de Hegel sur l’Histoire, mais en y ajoutant une forte dimension économique, qui donne naissance au marxisme. À la fin de ce siècle, c’est Friedrich Nietzsche qui s’oppose radicalement aux présupposés moraux et religieux de cet idéalisme.

### La phénoménologie
Le XXe siècle voit tout d’abord le développement de la phénoménologie, sous l’impulsion d’Edmund Husserl. Il s’agit d’une révision des principes de la métaphysique et de la connaissance. Martin Heidegger, élève d’Husserl, s’inspire de ce mouvement et s’en sépare en révisant les principes de l’être et du temps. Parmi les élèves de Martin Heidegger, on compte Hannah Arendt, Hans Jonas ou Hans-Georg Gadamer.

### La philosophie analytique
La philosophie analytique naît autour du Cercle de Vienne, fondé par Moritz Schlick, qui est son « maître à penser ». Ce Cercle se réunit de 1923 à 1936. Il s'inspire des œuvres de Gottlob Frege, représentant du logicisme, de Ernst Mach, Ludwig Wittgenstein (qui y participa) et Bertrand Russell. On réunit parfois ses travaux sous le nom de positivisme logique. Il s'agit pour ces membres de créer une philosophie basée sur la science et la logique, excluant toute métaphysique. Un de ses membres, Rudolf Carnap, s'oppose ainsi violemment à Martin Heidegger.

### L’École de Francfort
D’autres sont regroupés dans l’Ecole de Francfort, comme Max Horkheimer, Theodor W. Adorno, Walter Benjamin, Georg Lukács ou Jürgen Habermas.

## Philosophes allemands célèbres

Des philosophes allemands
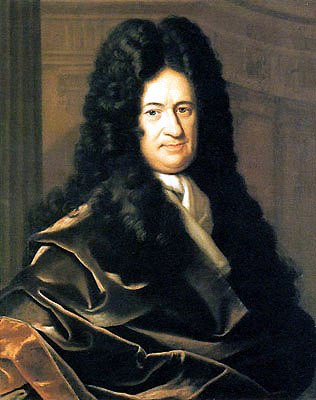
Leibniz
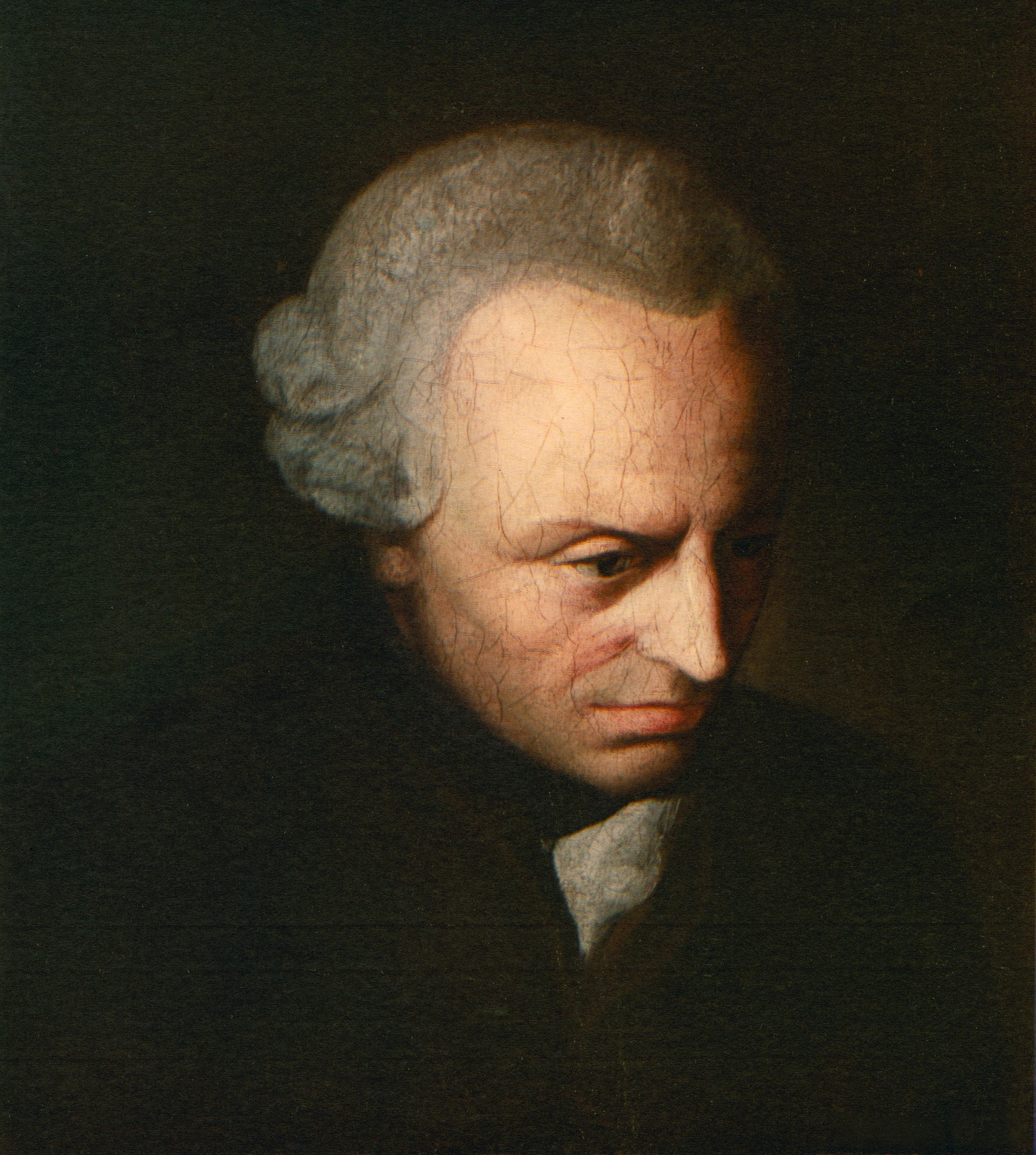
Kant
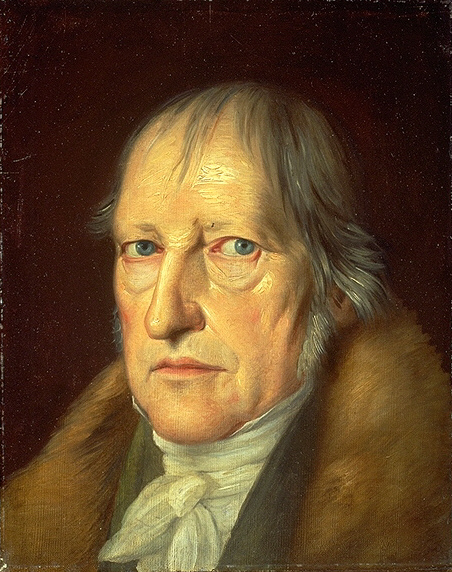
Hegel
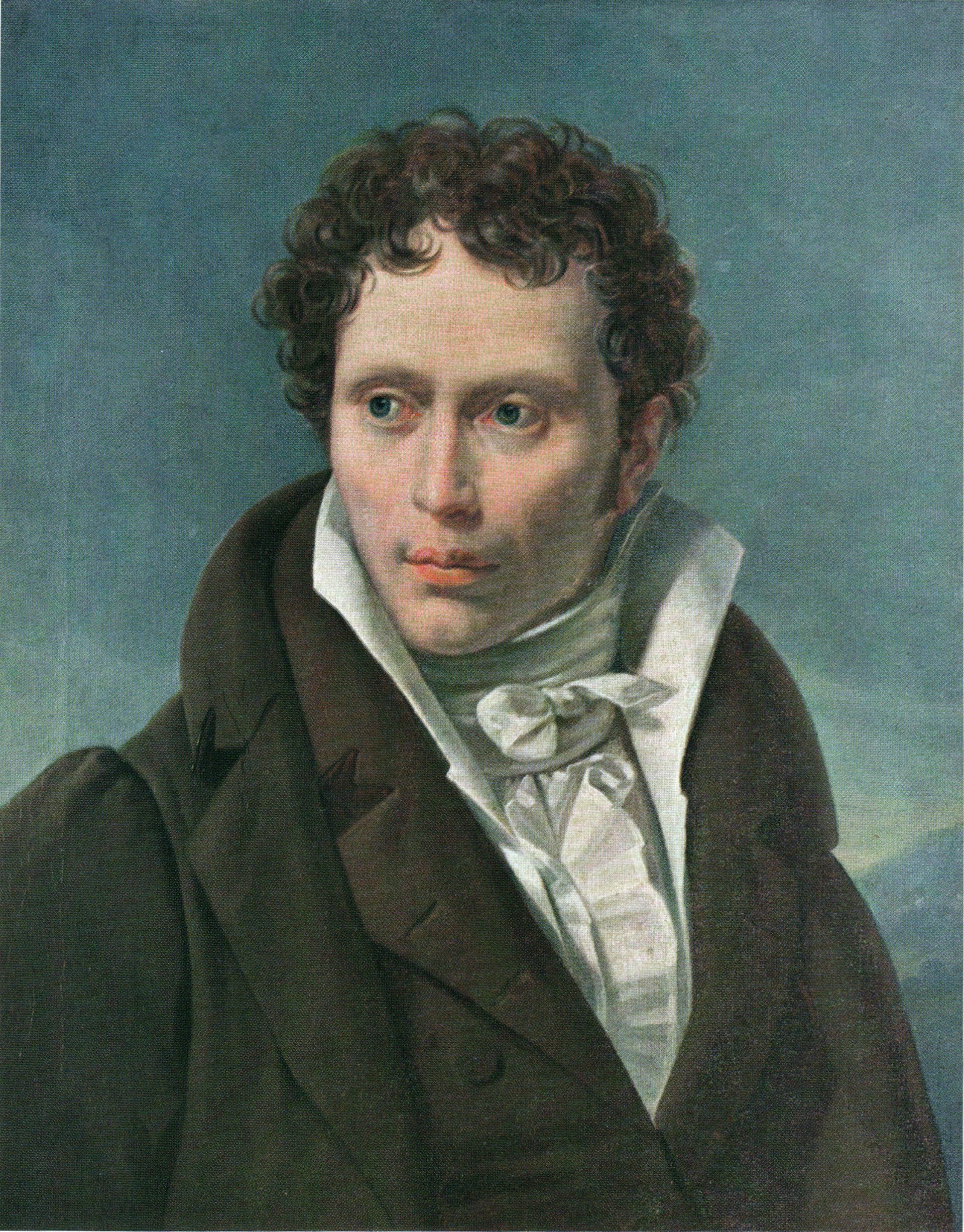
Schopenhauer
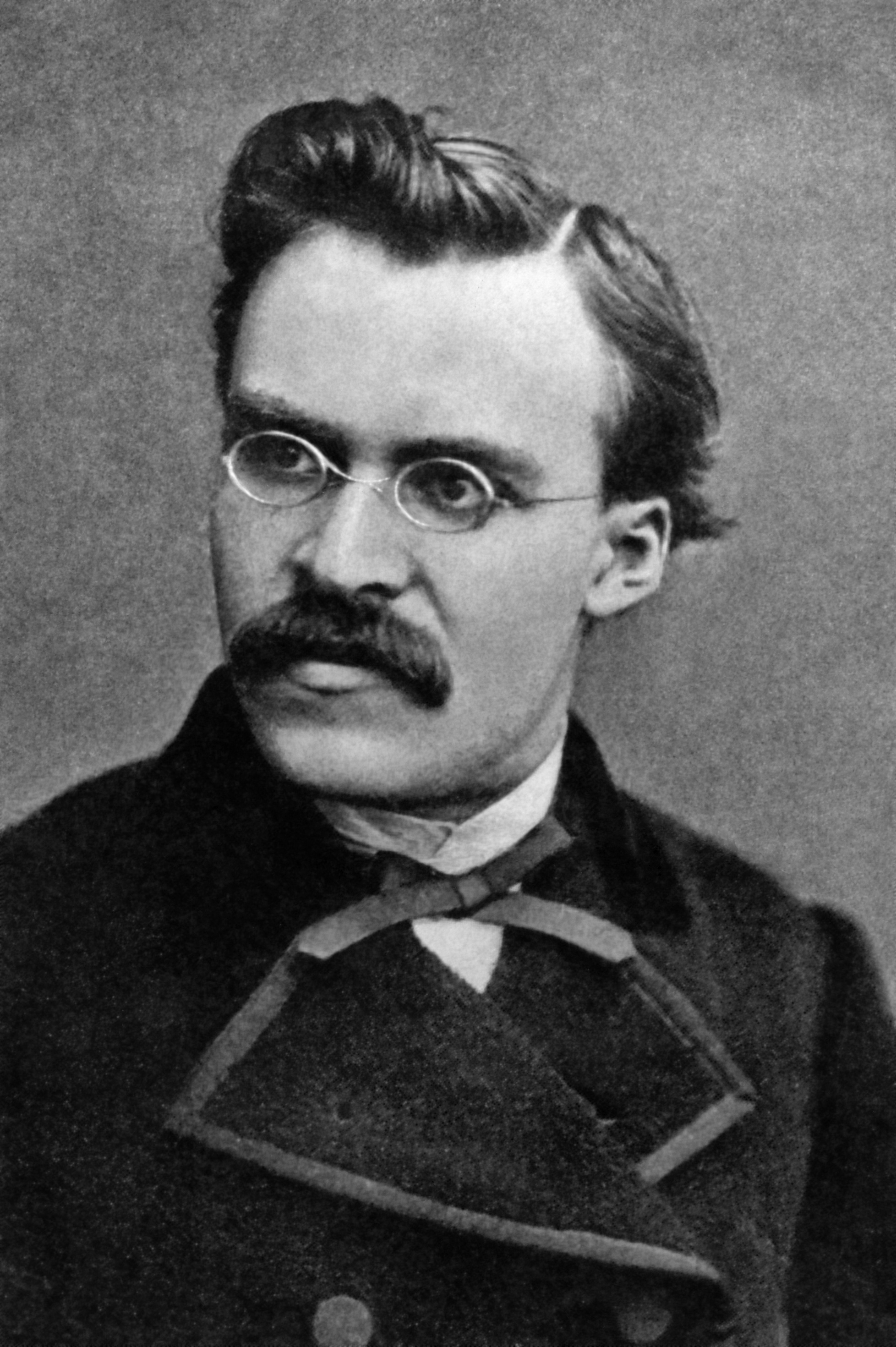
Nietzsche
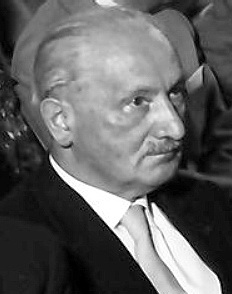
Heidegger
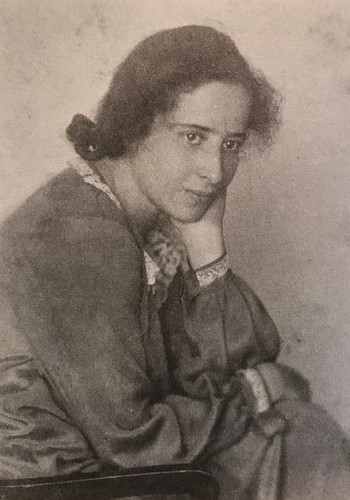
Arendt